# フィールズ・ライク・ホーム (ノラ・ジョーンズのアルバム)
『フィールズ・ライク・ホーム』（原題：Feels like Home）はアメリカのシンガーソングライター、ノラ・ジョーンズによるブルーノート・レコードから2004年2月10日にリリースされた2枚目のスタジオアルバムであり、ジョーンズの2002年の画期的なアルバム『ノラ・ジョーンズ』の後続作となっている。第47回グラミー賞では、最優秀ポップ・ヴォーカル・アルバム賞にノミネートされ、アルバムのリード・シングルである "Sunrise" はグラミー賞の最優秀女性ポップ・ヴォーカル・パフォーマンス賞を受賞し、ドリー・パートンをフィーチャーした "Creepin' In" もグラミー賞の最優秀カントリー・コラボレーション・ヴォーカル部門にノミネートされた。

## 評論家の反応
| 専門評論家によるレビュー         | 専門評論家によるレビュー |
| 総スコア                         | 総スコア                 |
| 出典                             | 評価                     |
| -------------------------------- | ------------------------ |
| Metacritic                       | 74/100                   |
| レビュー・スコア                 |                          |
| 出典                             | 評価                     |
| オールミュージック               | [ 2 ]                    |
| エンターテイメント・ウィークリー | B                        |
| ロサンゼルス・タイムズ           | [ 4 ]                    |
| PopMatters                       | [ 5 ]                    |
| Q                                | [ 6 ]                    |
| ロバート・クリストガウ           | [ 7 ]                    |
| ローリング・ストーン             | [ 8 ]                    |
| ニューヨーク・タイムズ           | (mixed)                  |
| USAトゥデイ                      | [ 10 ]                   |
| Yahoo! Music UK                  | [ 11 ]                   |

『フィールズ・ライク・ホーム』は音楽評論家から概ね肯定的なレビューを受けている。主流の批評家からのレビューを100点満点で評価するMetacriticでは、このアルバムの平均スコアは100点満点中74点となっており、19件のレビューから「概ね良好なレビュー」を得ている。
Yahoo! Musicはこのアルバムに好意的なレビューを与え、「ジョーンズの拗ねたような声のためだけに『ノラ・ジョーンズ』を思い出すが、このアルバムには楽しい投げやりな部分があり、それらは一握りの美しく、見事にアレンジされた曲によってバランスが取れている」とコメントしている。 『A.V.クラブ』はまた、このアルバムに好意的なレビューを与え、「古いファンにショックを与えたり、[ジョーンズ]をもっと聴きたいと思っている人を失望させたりすることはないはずだ」と述べている。 E! Onlineはこの曲にB+を与え、「突然の有名人になったことで愚かな譲歩をするのではなく...ホーム・ガールはクールにプレイし、彼女をスターにしたのと同じ滑らかなバイブを続けている」とコメントしている。 『SpinもB+をつけ、「『ノラ・ジョーンズ』よりもピアノ・バーが少なく、よりホンキー・トンクなレコード」と評価している。 『モジョ』誌は5つ星のうち4つ星を与え、このアルバムは「デビュー作に似ている...しかし、テクスチャーにはより鮮やかな光と影があり、構成にはクラフト感と深みがあり、それはジョーンズの芸術を歓迎すべき形で蒸留している」と評している。 『ヴィレッジ・ヴォイス』はこのアルバムに肯定的なレビューを与え、「曲の選択やビート、インストルメントが時に制限的であったとしても、ピアノと歌声は耐えた」と述べている。 『ブレンダー』誌は5つのうち3つ半の星を与え、そのムードは「多かれ少なかれ同じだが、若干元気がよい」と述べている。
他のレビューは、平均的、混合的、または否定的である。アンカット紙はこのアルバムに5つ星のうち3つ星をつけ、「そう、挑戦的ではないし、深く保守的なレコードだ。しかし、その気品は貴族的である」と述べています。 オースティン・クロニクル紙はこの作品に5つ星をつけ、「歌い手にとっては素材がすべてであり、『ノラ・ジョーンズ』とは対照的に、ここでの問題は、ジョーンズがホームの13曲のうちほぼ半分を作曲/共同作曲していることだ」と述べている。 ガーディアン紙は5つのうち1つの星を与えただけで、このアルバムは「あなたがそれを入れたかどうかを覚えるのに苦労するほど無害なもの」だと述べている。

## 商業的パフォーマンス
『フィールズ・ライク・ホーム』はアメリカでのリリース初週に102.2万枚を売り上げ、 発売2週目には395,000枚を売り上げ、 リリースから6週間でビルボード200のトップに立った。 2004年に米国で2番目に売れたアルバムで、3,842,920枚を売り上げた。 アデルの25、ブリトニー・スピアーズの『ウップス!...アイ・ディド・イット・アゲイン』、テイラー・スウィフトの『1989』、『レピュテーション』、「レッド』、『スピーク・ナウ』、レディー・ガガの『ボーン・ディス・ウェイ』に次いで、女性の初週売上で8番目に大きい数字を記録している。

## 収録曲
作詞・作曲はオールミュージックから
| #         | タイトル                                                             | 作詞・作曲                             | 時間  |
| --------- | -------------------------------------------------------------------- | -------------------------------------- | ----- |
| 1.        | 「サンライズ - Sunrise」                                             | ノラ・ジョーンズ、リー・アレクサンダー | 3:20  |
| 2.        | 「ホワット・アム・アイ・トゥ・ユー - What Am I to You?」             | ジョーンズ                             | 3:29  |
| 3.        | 「ゾーズ・スイート・ワーズ - Those Sweet Words」                     | アレクサンダー、リチャード・ジュリアン | 3:22  |
| 4.        | 「カーニヴァル・タウン - Carnival Town」                             | ジョーンズ・アレクサンダー             | 3:12  |
| 5.        | 「イン・ザ・モーニング - In the Morning」                            | アダム・レヴィー                       | 4:07  |
| 6.        | 「ビー・ヒア・トゥ・ラヴ・ミー - Be Here to Love Me」                | タウンズ・ヴァン・ザント               | 3:28  |
| 7.        | 「クリーピン・イン - Creepin' In」(ドリー・パートンと)               | アレクサンダー                         | 3:03  |
| 8.        | 「トウズ - Toes」                                                    | ジョーンズ・アレクサンダー             | 3:46  |
| 9.        | 「ハンブル・ミー - Humble Me」                                       | ケヴィン・ブライト                     | 4:36  |
| 10.       | 「アバヴ・グラウンド - Above Ground」                                | アンドリュー・ボーガー、ダルー・オダ   | 3:43  |
| 11.       | 「ロング・ウェイ・ホーム - The Long Way Home」                       | キャスリーン・ブレナン、トム・ウェイツ | 3:13  |
| 12.       | 「プリティエスト・シング - The Prettiest Thing」                     | ジョーンズ・アレクサンダー、ジュリアン | 3:51  |
| 13.       | 「アイ・ドント・ミス・ユー・アット・オール - Don't Miss You at All」 | ジョーンズ、デューク・エリントン       | 3:06  |
| 合計時間: | 合計時間:                                                            | 合計時間:                              | 46:26 |

Deluxe Edition  (CD and DVD)
1. "Sleepless Nights" (Deluxe Edition bonus disc)
2. "Moon Song" (Deluxe Edition bonus disc)
3. "I Turned Your Picture to the Wall" (Deluxe Edition bonus disc)
4. "In the Morning" (live) (DVD)
5. "She" (live) (DVD)
6. "Long Way Home" (live) (DVD)
7. "Creepin' In" (live) (DVD)
8. "Sunrise" (music video) (DVD)
9. "What Am I to You?" (music video) (DVD)
10. Interview with Norah (DVD)

## パーソネル
ミュージシャン
- ノラ・ジョーンズ – ヴォーカル、ピアノ (1,3,4,6,8,12,13)、ワーリッツァー・エレクトリック・ピアノ (2,5,10)、ポンプオルガン (9)
- ガース・ハドソン – ハモンドオルガン (2)、アコーディオン (6)
- ロブ・バーガー - ポンプオルガン (3,7)

ロブ・バーガー - ポンプオルガン (3,7)
- ケヴィン・ブライト – アコースティックギター (1,3,6,7,11,12)、リゾネーター・ギター (5,8–10), エレキギター (10), バンジョーリン (1)、足拍子 (10)、バックアップボーカル (6)
- ジェシー・ハリス - アコースティック・ギター
- アダム・R・レヴィ – エレキギター (6,8,10,11)、アコースティックギター (5)、バックアップボーカル (1,6,7)
- トニー・シェール - エレキギター (2)
- リー・アレクサンダー - ベース (1-3、6-12)、アコースティック・ベース (5)、エレクトリック・ベース (5)、ラップ・スティール (12)
- ブライアン・ブレイド - ドラムス (12)
- アンドリュー・ボーガー - ドラム (5,6,8,10)、スリットドラム (1)、ボックス (3,11)、スネアドラム (7)
- レヴォン・ヘルム – ドラムス (2)
- ドリー・パートン – ヴォーカル (7)
- ダルー・オダ - バックアップ・ヴォーカル (1,2,5-8,10-12)、フルート (11)
- ジェーン・スカルパントーニ – チェロ (4)
- デイヴィッド・ゴールド - ビオラ (4)
- アリフ・マーディン – 弦楽編曲 (4)

技術
- プロデューサー：ノラ・ジョーンズ、アリフ・マーディン
- エンジニア：ジェイ・ニューランド
- アシスタントエンジニア：マシュー・カレン、ディック・コンダス、スティーブ・マズール、竹村彩
- ミキシング：ジェイ・ニューランド
- マスタリング：ジーン・ポール
- A&R：エリオット・ウルフ
- A&Rアシスタント：ダニー・マルコヴィッツ
- アシスタント：ジェイミー・ポラスキー
- ストリングスアレンジ：アリフ・マルディン
- プロダクトマネージャー：ザック ホッホケッペル
- クリエイティブ・ディレクター：ゴードン・ジー
- デザイン制作アシスタント：バートン・ユント

## チャート
| チャート (2004年)                                | 最高位 |
| ------------------------------------------------ | ------ |
| オーストラリア (ARIA)                            | 2      |
| オーストラリア ジャズ＆ブルース・アルバム (ARIA) | 1      |
| オーストリア (Ö3 Austria)                        | 1      |
| ベルギー (Ultratop Flanders)                     | 1      |
| ベルギー (Ultratop Wallonia)                     | 1      |
| カナダ (Billboard)                               | 1      |
| チェコ アルバム (ČNS IFPI)                       | 8      |
| デンマーク (Hitlisten)                           | 1      |
| オランダ (MegaCharts)                            | 1      |
| ヨーロピアン アルバム (Billboard)                | 1      |
| フィンランド (Suomen virallinen lista)           | 2      |
| フランス (SNEP)                                  | 1      |
| ドイツ (Offizielle Top 100)                      | 1      |
| ギリシャ アルバム (IFPI)                         | 3      |
| ハンガリー (MAHASZ)                              | 18     |
| アイルランド (IRMA)                              | 1      |
| イタリア (FIMI)                                  | 1      |
| 日本 アルバム (オリコン)                         | 5      |
| ニュージーランド (RMNZ)                          | 1      |
| ノルウェー (VG-lista)                            | 1      |
| ポーランド (ZPAV)                                | 1      |
| ポルトガル (AFP)                                 | 1      |
| スコットランド (OCC)                             | 1      |
| スペイン アルバム (PROMUSICAE)                   | 3      |
| スウェーデン (Sverigetopplistan)                 | 1      |
| スイス (Schweizer Hitparade)                     | 1      |
| UK アルバムズ (OCC)                              | 1      |
| US Billboard 200                                 | 1      |

| チャート (2004年)                               | 順位 |
| ----------------------------------------------- | ---- |
| オーストラリア アルバム (ARIA)                  | 10   |
| オーストラリア ジャズ＆ブルース アルバム (ARIA) | 2    |
| オーストリア アルバム (Ö3 Austria)              | 1    |
| ベルギー アルバム (Ultratop Flanders)           | 2    |
| ベルギー アルバム (Ultratop Wallonia)           | 4    |
| オランダ アルバム (MegaCharts)                  | 1    |
| ヨーロッパ アルバム (Billboard)                 | 1    |
| フィンランド アルバム (Suomen virallinen lista) | 70   |
| フランス アルバム (SNEP)                        | 4    |
| ドイツ アルバム (Offizielle Top 100)            | 2    |
| ハンガリー アルバム (MAHASZ)                    | 89   |
| アイルランド アルバム (IRMA)                    | 20   |
| イタリア アルバム (FIMI)                        | 13   |
| 日本 アルバム (オリコン)                        | 55   |
| ニュージーランド アルバム (RMNZ)                | 3    |
| スペイン アルバム (PROMUSICAE)                  | 45   |
| スウェーデン アルバム (Sverigetopplistan)       | 4    |
| スイス アルバム (Schweizer Hitparade)           | 2    |
| イギリス アルバム (OCC)                         | 8    |
| 米国 Billboard 200                              | 5    |
| 全世界 アルバム (IFPI)                          | 2    |

| チャート (2005年)                               | 順位 |
| ----------------------------------------------- | ---- |
| オーストラリア ジャズ＆ブルース アルバム (ARIA) | 4    |
| ベルギー アルバム (Ultratop Flanders)           | 40   |
| オランダ アルバム (MegaCharts)                  | 33   |
| 米国 Billboard 200                              | 126  |

| チャート (2006年)                               | 順位 |
| ----------------------------------------------- | ---- |
| オーストラリア ジャズ＆ブルース アルバム (ARIA) | 12   |

| チャート (2000–2009) | 順位 |
| -------------------- | ---- |
| 米国 Billboard 200   | 58   |

## 認証
| 国/地域                                             | 認定        | 認定/売上数 |
| --------------------------------------------------- | ----------- | ----------- |
| オーストラリア (ARIA)                               | 3× Platinum | 210,000^    |
| オーストリア (IFPI Austria)                         | 3× Platinum | 90,000*     |
| ベルギー (BEA)                                      | 2× Platinum | 100,000*    |
| ブラジル (ABPD)                                     | Gold        | 50,000*     |
| カナダ (Music Canada)                               | 4× Platinum | 400,000^    |
| デンマーク (IFPI Danmark)                           | 6× Platinum | 120,000     |
| ドイツ (BVMI)                                       | 3× Platinum | 600,000^    |
| ギリシャ (IFPI Greece)                              | Gold        | 10,000^     |
| 香港 (IFPI Hong Kong)                               | Gold        | 10,000*     |
| 日本 (RIAJ)                                         | Platinum    | 0^          |
| メキシコ (AMPROFON)                                 | Gold        | 50,000^     |
| オランダ (NVPI)                                     | Platinum    | 80,000^     |
| ニュージーランド (RMNZ)                             | 3× Platinum | 45,000^     |
| スウェーデン (GLF)                                  | Platinum    | 60,000^     |
| スイス (IFPI Switzerland)                           | 3× Platinum | 120,000^    |
| イギリス (BPI)                                      | 3× Platinum | 993,632^    |
| アメリカ合衆国 (RIAA)                               | 4× Platinum | 4,632,000^  |
| 概要                                                |             |             |
| ヨーロッパ (IFPI)                                   | 4× Platinum | 4,000,000*  |
| * 認定のみに基づく売上数 ^ 認定のみに基づく出荷枚数 |             |             |